# 霍蘭 (印第安納州)
霍蘭（英語：Holland）是一個位於美國印地安納州杜波伊斯縣的城鎮。

## 人口
根據2010年美國人口普查的數據，霍蘭的面積為0.82平方千米，當中陸地面積為0.82平方千米，而水域面積為0.00平方千米。當地共有人口626人，而人口密度為每平方千米763人。